# Rio Caciu
O Rio Caciu é um rio da Romênia afluente do Rio Putna, localizado no distrito de Vrancea.